# Manuel Rosales

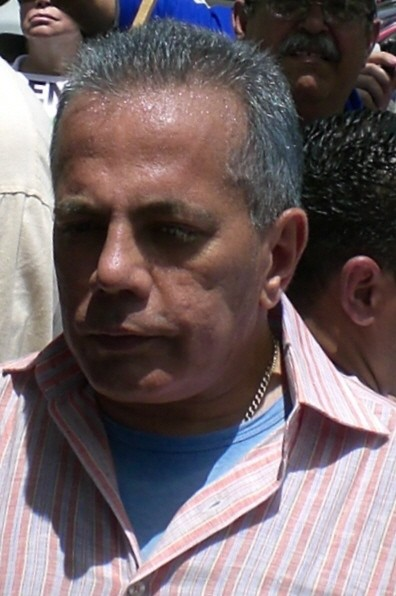

Manuel Antonio Rosales Guerrero (12 de dezembro de 1952) é um político da Venezuela. Foi prefeito do Município de Zulia, em Maracaibo por dois mandatos consecutivos e governador do estado de Zulia por dois mandatos consecutivos também.Em 2021 foi eleito novamente governador de Zulia com 54,82% dos votos.
Ao longo de 2002, assinou e aprovou o decreto que proclamou Pedro Carmona Presidente do país ao derrubar Chávez brevemente após o golpe de 11 de abril de 2002. Após o perdão de Hugo Chávez foi o seu adversário nas eleições de 3 de dezembro de 2006, onde Hugo Chávez foi reeleito como presidente recebendo 7.161.637 votos (62,89%), enquanto Rosales, que reconheceu a derrota, obteve 4.196.329 (36,85%) dos votos.
Em 13 de setembro de 2004, o Ministério Público apoiou uma denúncia de que Manuel Rosales é acusado de desvio de fundos durante seu mandato como governador de Zulia, iniciando uma investigação. Uma verificação feita pela Controladoria-Geral da República demonstrou um aumento no patrimônio líquido não justificado com uma quantidade de 68.553 dólares. Em abril de 2009, Manuel Rosales viaja para Lima, a chegada é incerta, na quarta-feira 22 de abril a Interpol de Caracas emitiu um mandado de prisão que foi solicitado por um tribunal venezuelano.
Depois de 6 anos exilado no Peru, Manuel Rosales retornou a Venezuela em 15 de outubro de 2015, sendo preso pelo governo venezuelano no dia seguinte. Ele tinha sido advertido pela então procuradora-geral do país Luisa Ortega Díaz que isso aconteceria caso ele retornasse, ele foi preso no aeroporto internacional La Chinita, em Maracaibo após chegar de avião em um voo procedente da ilha de Aruba. Teve a sua liberdade concedida pelas autoridades venezuelanas em 31 de dezembro de 2016.